# Hoyt W. Fuller
Hoyt William Fuller, né le 10 décembre 1923 à Atlanta (Géorgie), mort le 11 mai 1981 à Atlanta est un professeur, critique et écrivain américain l'un des fondateurs de l'Organization of Black American Culture (en) (OBAC) et figure du Black Arts Movement.

## Biographie

### Jeunesse et formation
Hoyt W. Fuller est le fils de Lillie Beatrice Ellafair Thomas, une personne handicapée, et de Thomas Fuller. Après le décès de son père en 1927, il quitte Atlanta pour aller vivre chez sa tante à Détroit (Michigan). Après ses études secondaires, il est accepté à la Wayne State University de Détroit, il y obtient un Bachelor of Arts (Licence) options : littérature et journalisme en 1950,,.

### Le journaliste
De 1949 à 1957, Hoyt W. Fuller écrit divers articles et chroniques pour le Detroit Tribune (1949-1951), le Michigan Chronicle (en)   (1951-1954), et l'Ebony magazine (1954-1957),.
Au Detroit Tribune, Hoyt W. Fuller revoie Fred Hart Williams un historien des origines des Afro-Américains, créateur de la Genealogical Society, qu'il a connu à la Wayne State University, ce dernier le sensibilise à la littérature afro-américaine et aux sources africaines des Afro-Américains,,,.
Hoyt W. Fuller quitte son poste de rédacteur en chef adjoint à l'Ebony magazine, parce qu'il constate le décalage entre la ligne éditoriale du magazine et les luttes d'émancipation des afro-américains,.
Hoyt W. Fuller déménage en Europe, il vit trois ans en France et en Espagne, sur l’île de Majorque,.
En Espagne, il écrit des articles sur l'Afrique de l'Ouest pour le Haagse Post (nl),.
Hoyt W. Fullerl passe trois mois à Alger et en Guinée, une expérience qui l’a inspiré pour écrire Journey to Africa /Voyage en Afrique,.
L’expérience de Hoyt W. Fuller en Afrique lui donne une nouvelle raison d’être et l'amène à retourner aux États-Unis. Fuller devient rédacteur en chef du Negro Digest, renommé en 1970 Black World,,,.
En 1967, il participe à la fondation d'un groupe d'écrivains et d'artistes l'Organization of Black American Culture,.
La ligne éditoriale du Negro Digest est orienté vers la culture et aux arts afro-américains et africains, et devient une plate-forme importante pour de nombreux écrivains du Black Arts Movement.
Lorsque la publication s'interrompt en 1976, Hoyt W. Fuller emménage à Atlanta et fonde le journal First World,.
Ses activités déclenchent une surveillance du FBI.

### La fin et le legs
Le 11 mai 1981, Hoyt Fuller victime d'un infarctus s'effondre sur la voie publique, le bureau du médecin légiste du comté de Fulton précise qu'il s'est effondré au carrefour de l'International Boulevard et de la Williams Street à Atlanta,,.
Les archives de Hoyt Fuller sont déposées à la bibliothèque Robert W. Woodruff de l'Atlanta University Center (en).

## Œuvres

### Essais
- Journey to Africa, Chicago, Third World Press, 1er décembre 1971, 100 p. (ISBN 9780883780183, lire en ligne),

### Articles
- « Fred Hart Williams, a Man with a Sense of History », Negro History Bulletin, vol. 26, no 1,‎ octobre 1962, p. 45-49 (5 pages) (lire en ligne ),
- « Letter », Negro History Bulletin, vol. 26, no 4,‎ janvier 1963, p. 155 (1 page) (lire en ligne ),
- « The Myth of the "New Negro" », Southwest Review, vol. 48, no 4,‎ automne 1963, p. 353-358 (6 pages) (lire en ligne ),
- « Dialogue of the Deaf », The North American Review, vol. 249, no 4,‎ hiver 1964, p. 66-68 (3 pages) (lire en ligne ),
- « Dinner at Diop's », Southwest Review, vol. 50, no 2,‎ printemps 1965, p. 142-154 (13 pages) (lire en ligne ),
- « The Drowning Man », The North American Review, vol. 250, no 2,‎ mai 1965, p. 43-48 (6 pages) (lire en ligne ),
- « Contemporary Negro Fiction », Southwest Review, vol. 50, no 4,‎ automne 1965, p. 321-335 (15 pages) (lire en ligne ),
- « Exiles at Le Nuage », The North American Review, vol. 251, no 3,‎ mai 1966, p. 5-6 (2 pages) (lire en ligne ),
- « Eluding the "Commercial" Label—and Jinx », American Libraries, vol. 8, no 3,‎ mars 1977, p. 126 (1 page) (lire en ligne ),

## Pour approfondir

#### Notices dans des encyclopédies et manuels de références
- (en-US) Houston A. Baker Jr., Black Literature in America, McGraw-Hill Companies, 1er juin 1971, 443 p. (ISBN 9780070033658)
- (en-US) Houston A. Baker Jr., Afro-American Poetics: Revisions of Harlem and the Black Aesthetic, University of Wisconsin Press (réimpr. 1996) (1re éd. 1988), 220 p. (ISBN 9780299115043, lire en ligne),
- (en-US) Mark C. Carnes (dir.), John A. Garraty, (dir.) et James A. Miller (rédacteur), American National Biography, vol. 8 : Fishberg - Gihon, New York, Oxford University Press, USA, 1999 (ISBN 9780195127874, OCLC 875492336, lire en ligne).

#### Essais et biographies
- (en-US) Dudley Randall (dir.), Homage to Hoyt Fuller, Broadside Press, 28 juin 1984, 356 p. (ISBN 9780910296243),
- (en-US) Jonathan Fenderson, Building the Black Arts Movement: Hoyt Fuller and the Cultural Politics of the 1960s, University of Illinois Press, 30 mars 2019, 280 p. (ISBN 9780252084225),

#### Articles anglophones
- Chester J. Fontenot et Sterling Plumpp, « A Tribute to Hoyt W. Fuller (1927-1981) », Black American Literature Forum, vol. 15, no 2,‎ été 1981, p. 47 (1 page) (lire en ligne ),
- Kinohi  Nishikawa, « Between the World and "Nommo": Hoyt W. Fuller and Chicago's Black Arts Magazines », Chicago Review, vol. 59-60, nos 4/1,‎ 2016, p. 143-163 (21 pages) (lire en ligne ),
- Chester J. Fontenot, « A Tribute to Hoyt W. Fuller (1927-1981) », African American Review, vol. 50, no 4,‎ hiver 2017, p. 619 (1 page) (lire en ligne ),